# Anarmodia arcadiusalis
Anarmodia arcadiusalis is een vlinder uit de familie van de grasmotten (Crambidae). De wetenschappelijke naam van de soort is voor het eerst gepubliceerd in 1924 door William Schaus.
De spanwijdte bedraagt 50 millimeter.
De soort komt voor in Peru.